# William Gowland
William Gowland (Sunderland, 16 dicembre 1842 – Londra, 9 giugno 1922) è stato un ingegnere minerario e archeologo britannico, famoso soprattutto per il suo lavoro archeologico a Stonehenge e in Giappone. È stato chiamato il "padre dell'archeologia giapponese".

## Biografia
Gowland nacque a Sunderland, Contea di Durham, nell'Inghilterra settentrionale. Frequentò il Royal College of Chemistry e la Royal School of Mines a South Kensington, specializzandosi in metallurgia, e lavorò come chimico e metallurgista presso la Broughton Copper Company dal 1870 al 1872. Tuttavia, nel 1872, all'età di 30 anni, fu reclutato dal governo Meiji dell'Impero giapponese come consulente straniero d'ingegneria presso l'Osaka Zōheikyoku, il precursore della Zecca del Giappone.

## In Giappone (1872–88)
Gowland cominciò a lavorare a Osaka l'8 ottobre 1872 con il contratto triennale che era tipico di molti degli stranieri impiegati per aiutare la modernizzazione del Giappone. Il suo contratto fu esteso ripetutamente, e rimase per 16 anni, periodo durante il quale introdusse tecniche per l'analisi scientifica dei metalli, la produzione del bronzo e delle leghe di rame per la monetazione, e tecnologie moderne quali il forno a riverbero per migliorare l'efficienza della raffinazione del minerale grezzo di rame. La sua competenza si estese in aree al di fuori della Zecca del Giappone, e funse anche da consulente per l'Esercito imperiale giapponese, contribuendo a fondare l'Arsenale di Osaka per la produzione di artiglieria. Nel 1883, gli fu conferito l'Ordine del Sol Levante (4ª classe) dal governo giapponese.
Durante il suo tempo libero in Giappone, a Gowland piaceva praticare alpinismo, facendo la prima ascesa registrata su varie vette delle Alpi giapponesi, un nome che coniò Gowland stesso e che fu pubblicato nel 1888 da Basil Hall Chamberlain nella sua Japan Guide ("Guida del Giappone"). Il nome fu reso in seguito popolare dal missionario inglese Walter Weston. Gowland asserì anche di essere stato il primo straniero ad aver scalato lo Yarigatake nel 1874.
Tuttavia, Gowland è più conosciuto in Giappone come archeologo dilettante, avendo condotto i primi rilevamenti scientificamente accurati di numerosi tumuli (kofun) del periodo Kofun (III-VII secolo d.C.), che includevano parecchi mausolei imperiali. Scavò tumuli nelle prefetture di Saga e di Miyazaki nel Kyūshū e nella prefettura di Fukushima a nord di Tokyo, in aggiunta a numerosi siti nella regione di Kansai.
Alla sua partenza dal Giappone, Gowland fu insignito dell'Ordine del Sol Levante, 4ª classe, e di un bonus di 3.000 yen dall'allora ministro delle finanze Matsukata Masayoshi. Una volta tornato nella sua natia Inghilterra, pubblicò numerose opere sulle sue ricerche in Giappone e fu eletto membro della Royal Society. Molti dei manufatti che portò con sé in Inghilterra sono ora al British Museum. Gowland fu anche un avido collezionista di dipinti giapponesi in stile Nihonga.

## In Inghilterra
Il 31 dicembre 1900, la Pietra 22 del Cerchio di Sarsen cadde durante un temporale, portando con sé un architrave. In seguito alla pressione pubblica e a una lettera a The Times di William Flinders Petrie, il proprietario Edmund Antrobus accettò di permettere un intervento ingegneristico di riparazione sotto supervisione archeologica. Per gestire il lavoro, Antrobus nominò Gowland, che, pur non avendo una formale preparazione archeologica training, realizzò alcune delle più eccellenti, dettagliate registrazioni di scavo mai fatte presso il monumento. L'unica area che aprì fu quella intorno alla Pietra 56 (la pietra occidentale della Grande Trilite), appoggiata in modo precario, un'area che misura approssimativamente 5,2 per 4 m. Il compito si rivelò più difficile poiché solo piccole aree alla volta potevano essere scavate per la colata e l'indurimento del calcestruzzo.
Malgrado queste difficoltà, egli stabilì che picconi fatti con corna di cervo erano stati usati per scavare i buchi nella pietra stone e che le pietre erano state foggiate sul sito. Il suo lavoro da una parte identificò lo "strato di Stonehenge", un sottile strato di scaglie di pietra blu che sigillavano molte delle caratteristiche non megalitiche del sito, e provò che queste scaglie erano anteriori alle pietre erette.

## Ultimi anni
Gowland morì a Londra il 9 giugno 1922 all'età di 80 anni. Fu sepolto nel Cimitero di Marylebone.

## Opere selezionate
- The Dolmens and other Antiquities of Korea, 1895
- The Art of Casting Bronze in Japan, 1896
- The Dolmens and Burial Mounds in Japan, 1897
- The Dolmens of Japan and their Builders, 1900
- The Burial Mounds and Dolmens of the Early Emperors of Japan, 1907
- The Art of Working Metals in Japan, 1910
- Metals in Antiquity, 1912
- The Metallurgy of Non-ferrous Metals, 1914
- Metal and Metal-Working in Old Japan, 1915
- Silver in Roman and Earlier Times, 1920